# André Luguet
André Luguet, född 15 maj 1892 i Fontenay-sous-Bois, Frankrike, död 24 maj 1979 i Cannes, Frankrike, var en fransk skådespelare. Luguet filmdebuterade redan 1908 i en kortfilm och verkade inom fransk film och TV fram till 1973. Han gjorde även enstaka inhopp i internationella filmer.

## Filmografi, urval
- 1932 – Den stora juvelstölden
- 1932 – Mannen som spelade gud
- 1936 – Min hustru går på nattklubb
- 1939 – Unga flickor i nöd
- 1940 – Jag var en svindlare
- 1941 – Den siste av de sex
- 1946 – Älska mej, odjur!
- 1957 – En äkta parisiska
- 1958 – Himlens rötter
- 1961 – Paris Blues
- 1968 – Tittaren (ej krediterad)